# Ouâdi el Biyâd
Ouâdi el Biyâd är en wadi i Libanon. Den ligger i guvernementet Nabatiye i den södra delen av landet, 70 km söder om huvudstaden Beirut.